# Культура СССР
Культу́ра СССР (сове́тская культу́ра) — официальная и неофициальная, массовая и элитарная культура советского периода.

## История
после революции
Русский авангард — одно из направлений модернизма в России (1900—1930-е годы), расцвет которого пришёлся на 1914—1922 годы.
Культурная революция в СССР — комплекс мероприятий, осуществлённых в Советской России и СССР, направленных на коренную перестройку культурной и идеологической жизни общества; целью было формирование нового типа культуры как часть строительства социалистического общества, в том числе увеличение доли выходцев из пролетарских классов в социальном составе интеллигенции, создание «нового» человека. Культурная революция в 1930-е годы понималась как часть больших преобразований общества и народного хозяйства, наряду с индустриализацией и коллективизацией.
Социалистический реализм (соцреализм) — ведущий в искусстве Советского Союза художественный метод литературы и искусства.
послесталинский период
Второй русский авангард — движение в русском искусстве, в первую очередь в изобразительном искусстве и поэзии, началом которого считается середина 1950-х годов, а завершением — конец 1980-х. Его рождение связывается с Хрущёвской оттепелью (с 1955 года) или с VI Всемирным фестивалем молодёжи и студентов 1957 года.
Соц-арт — сложившееся в 1970-х годах в СССР одно из направлений постмодернистского искусства, в рамках так называемой «альтернативной» культуры, противостоящей государственной идеологии того периода.
Перестройка
- Кооперативное кино
- Чернуха

## Идеология и культурная политика
Советская идеология:
- Марксизм-ленинизм
- Пролетарский интернационализм
- Моральный кодекс строителя коммунизма
- Советская символика

Советская культурная политика:
- Ликбез
- Военно-патриотическое воспитание: игра «Зарница» и пр.
- Лениниана
- Культурно-просветительная работа
- Пропаганда в СССР
- Цензура в СССР

Социалистический реализм (соцреализм) — художественный метод литературы и искусства (ведущий в искусстве Советского Союза и других социалистических стран), представляющий собой эстетическое выражение социалистически осознанной концепции мира и человека, обусловленной эпохой борьбы за установление и созидание социалистического общества.

## Советское искусство
Направления, жанры и стили советского искусства:
- Неофициальное искусство СССР
- Сатира в СССР
- Художественная самодеятельность (народный театр и пр.)

### Изобразительное искусство
- Советская живопись
- Советские плакаты
- Фотография в СССР
- Советская скульптура
- Памятники СССР
- Декоративное искусство СССР
- Народные художественные промыслы

### Музыка
см. Академическая музыка в СССР, Советский джаз, Эстрада, Русский рок
- - Песни СССР

### Театральное искусство и танцы
- Театр в СССР (см. Категория:Театр СССР, История театра в России)
  - Народный театр (см. Список народных артистов СССР)
- Советский цирк[2][3] (см. Категория:Цирковые артисты СССР, также Цирк России)[4]
- Танцы в СССР (см. Категория:Танцоры СССР, танец)[5]
  - Балет в СССР (см. Категория:Балет в СССР, балет)
- Опера в СССР (см. Категория:Опера в СССР, опера)

### Кинематограф
- Лидеры советского кинопроката
- Совэкспортфильм
- Мультипликация СССР (см. Категория:Анимация СССР)

## Образование
- Ликбез

досуговые центры (при них организовывались разнообразные тематические кружки):
- Станция юных техников (СЮТ) — внешкольные детские учреждения, которые ведут работу с пионерами и школьниками в области техники (моделизм и тп.), учат ребят техническому творчеству, помогают им выбрать профессию[6] (также Центральная станция юных техников РСФСР);
- Центр детского творчества;
- Станция юных натуралистов.

Творческое образование:
- Музыкальная школа;
- Художественная школа;
- Театральная студия;
- Институт культуры (Ленинград);
- Литературный институт имени М. Горького (Москва).

## СМИ
- Информационные агентства СССР (см. Кат.: Категория:Информационные агентства СССР)
- Советская печать
- Радиовещание СССР
- Телевидение СССР

## Физическая культура и спорт
Гимнастика, как буржуазное явление, была отвергнута и переименована в «физическую культуру» (врачебная гимнастика превратилась в «лечебную физическую культуру»). Задачей физкультуры в Советской России было противопоставление англосаксонскому буржуазному спорту со склонностью к узкой специализации, профессионализму и стремлением к рекордам.
Первым создать физкультуру вызвалось общество «Спартак» на основе французской гимнастики Ж. Эбера, создав систему под названием «пролетарская физкультура „Спартака“». Позднее Московским институтом физической культуры была предложена система под названием «советская физкультура» — смесь французской, сокольской, шведской гимнастик. В дальнейшем появлялись другие системы (ленинградские, кавказская, закавказская).
ЦИК была поставлена задача создать единую систему для физической подготовки всего гражданского населения советского государства к предстоящей мировой войне. Эта задача была возложена на Наркомвоенмор, который в результате создал ГТО.
В 1950-е годы в послевоенном СССР в понятие «физической культуры» был включён спорт в качестве её составной части (см. Олимпиада 1952, СССР впервые участвовал в международном спорте).

## Наука и техника
- Философия СССР
- Энциклопедии СССР

## Повседневная культура
- Советский человек (простой советский человек, новый советский человек[англ.], homo sovieticus)
- Советская кухня
- Советская мода (см. Мода 1920-х годов#Мода в СССР и др.; также Категория:Мода в СССР)

- Туризм в СССР

Советские традиции и обычаи:
- Советские гражданские обряды: Октябри́ны (звезди́ны), красная свадьба[11][12][13].
- Праздники СССР: (Первомай, День Победы)

## Культура народов СССР
Культура народов СССР
Культура советских республик:
- Культура РСФСР
  - Москва: Культура и искусство

### Язык в СССР
- Советизмы
  - Имена советского происхождения
  - Переименование географических названий в СССР (см. напр. Переименование географических объектов на Дальнем Востоке в 1972 году)
- Фольклор в СССР (частушка)

## Учреждения и мероприятия в сфере культуры
Учреждения:
- Народный комиссариат просвещения РСФСР
- Комитет по делам искусств при СНК СССР (при Совете Министров СССР)
- Культпросвет
- Министерство культуры СССР
- Академия художеств СССР
- Музеи СССР (см. Категория:Музеи СССР), выставки СССР (ВДНХ и пр.), библиотеки СССР
- Издательства СССР
- Категория:Лейблы звукозаписи СССР

Творческие союзы: Российская ассоциация пролетарских писателей, Союз писателей СССР, Союз архитекторов СССР, Союз художников СССР, Союз композиторов СССР, Союз журналистов СССР
Мероприятия:
- Выставки СССР
  - Художественные выставки СССР
- Фестивали СССР
  - Рок-фестивали СССР

Конкурсы: Международный конкурс имени П. И. Чайковского, Конкурс имени Чюрлёниса и пр.

## Награды и звания в области культуры
- Народный артист
- Народный художник
- Заслуженный артист
- Заслуженный деятель культуры
- Государственная премия СССР в области литературы, искусства и архитектуры
- Государственная премия РСФСР
- Премия имени Ивана Ефремова
- Премия КГБ СССР
- Премия Министерства обороны СССР
- Медаль имени Александра Фадеева

## Изучение и восприятие культуры СССР
- Институт по изучению истории и культуры СССР
- Культурология в СССР
- Образ СССР в культуре и искусстве